# Hippolyte Gaucheraud
Hippolyte Gaucheraud (?-1874) var en fransk journalist og historiker. Som journalist skrev han for Gazette de France.
Gaucheraud var den første person, som kommenterede daguerreotypiet, altså det tidligste fotografi. 6. januar 1839 skrev han i sin avis en artikel om det nye medium dagen før, at naturvidenskabsmanden François Arago skulle præsentere opfindelsen for Académie des sciences. Artiklen blev også trykt som "Fine Arts: The Daguerotype" i The Literary Gazette, London, 12. januar samme år.
I 1840 mødte han kong Christian VIII og forærede kongen et eksemplar af sin bog Histoire des comtes de Foix de la première race, som var udkommet i Paris 1834. Den 3. december 1841 blev Gaucheraud den formentlig tredje modtager af medaljen Ingenio et arti, som samme år var blevet stiftet af kongen.
Gaucheraud var medlem af La société de l'histoire de France og af Société nationale des antiquaires de France.

## Forfatterskab
- Gaston III. dit Phoebus, 1834.
- Histoire des comtes de Foix de la première race, 1834.
- Relation du pèlerinage d'une jeune fille du canton d'Unterwalden à Jérusalem, 1835.
- Trois prêtres à Paris en 1835, ou du Progrès par la vérité catholique, 1835.
- Du Progrès social par la prédication catholique, 1836.
- Fontenelle, 1838.